# Cryptotriton wakei
Cryptotriton wakei е вид земноводно от семейство Plethodontidae. Видът е критично застрашен от изчезване.